# 대한민국 민법 제423조
대한민국 민법 제423조는 효력의 상대성의 원칙에 대한 민법 채권법 조문이다.

## 조문
제423조(효력의 상대성의 원칙) 전7조의 사항외에는 어느 연대채무자에 관한 사항은 다른 연대채무자에게 효력이 없다.

第423條(效力의 相對性의 原則) 前7條의 事項外에는 어느 連帶債務者에 關한 事項은 다른 連帶債務者에게 效力이 없다.

## 참고 문헌
- 오현수, 일본민법, 진원사, 2014. ISBN 9788963463452
- 오세경, 대법전, 법전출판사, 2014 ISBN 9788926210277
- 이준현 , LOGOS 민법 조문판례집, 미래가치, 2015. ISBN 9791155020869